# فضل الله نيكا
فضل الله نيكا (مواليد 24 يوليو 1930) هو ملاكم إيراني، مثّل بلاده في الألعاب الأولمبية الصيفية 1952.

## روابط خارجية
فضل الله نيكا على موقع أوليمبيديا (الإنجليزية)